# EE-11 Urutu
EE-11 Urutu je brazilský obojživelný obrněný transportér.

## Vývoj
Na počátku 60. let zahájila brazilská vláda program revitalizace zbrojného průmyslu jako reakci na neochotu Spojených států poskytnout brazilským ozbrojeným silám vojenskou techniku a technologie tolik potřebné pro nasazení ve Vietnamu. Z toho důvodu začaly brazilské zbrojovky pracovat na nových obrněncích. Jednou z nich byla i Engesa, jejíž návrhář José Luiz Whitaker Ribeiro vyvinul průzkumné vozidlo, jež by nahradilo stárnoucí M8 Greyhound. V návaznosti na nové vozidlo EE-9 Cascavel vznikl i obrněný transportér postavený na stejném podvozku jako EE-9. Sériová výroba transportérů se rozběhla v roce 1974 a následující rok zavedla vozidlo pojmenované EE-11 Urutu brazilská armáda. Od roku 2014 je EE-11 nahrazován novějším VBTP-MR Guarani.

## Design

### Pancéřování a výzbroj
Transportéry Urutu by měly být odolné palbě ze zbraní do ráže 7,62 mm včetně. Vyzbrojeny mohou být velkorážovým kulometem M2, kanóny ráže 20/25 mm, nebo protitankovými řízenými střelami MILAN, resp. HOT. Obrněnce mohou přepravovat i minomet ráže 81/120 mm.

### Varianty
Kromě klasické verze se vyráběly i obrněnce s protiletadlovými děly, bojová vozidla pěchoty s 25mm kanónem a PTŘS, ambulance, velitelské vozidlo, vyprošťovací vozidlo s jeřábem a navijákem nebo vozidlo palebné podpory s 90mm kanónem.

## Uživatelé

### Současní
- Angola - 24
- Bolívie - 12
- Brazílie - 223 kusů, postupně nahrazovány VBTP-MR Guarani
- Ekvádor - 32
- Gabon - 11
- Guyana
- Irák - 148
- Írán
- Jordánsko - 82
- Kolumbie
- Kypr - 10
- Libye
- Nigérie
- Paraguay - 12
- Senegal
- Spojené arabské emiráty
- Surinam - 15
- Tunisko - 18
- Uruguay - 18
- Venezuela - 38
- Zimbabwe - 7

### Bývalí
- Chile - 37